# Награды Украины
Наградная система Украины — совокупность действующих наград и отличий в виде орденов, крестов, медалей, почётных званий, премий, оружия, нагрудных знаков, грамот, благодарностей, ценных подарков и так далее, устанавливаются и вручаются органами государственной власти различных уровней, органами местного самоуправления, предприятиями, учреждениями и организациями после провозглашения независимости Украины 24 августа 1991 и до настоящего времени, а также установленных ранее, но официально признанных и разрешённых к ношению на Украине.
Единственным органом, осуществляющим надзор и контроль над наградным делом на Украине, является созданный при президенте Украины совещательный орган — Комиссия государственных наград и геральдики.

## Государственные награды
Государственные награды Украины являются высшей формой отличия граждан за выдающиеся заслуги в развитии экономики, науки, культуры, социальной сферы, защите Отечества, охране конституционных прав и свобод человека, государственном строительстве и общественной деятельности, за другие заслуги перед Украиной.
14 февраля 1992 в Конституцию Украины 1978 года была внесена норма, согласно которой президент Украины основывает президентские отличия и награждает ими (статья 114-5). С 1992 по 2000 высшие награды Украины существовали в виде Президентских отличий, общее количество которых достигло 15. Первым из них был учреждён 18 августа 1992 г. Почётный знак отличия президента Украины. С 2000, после принятия Закона Украины «О государственных наградах Украины», законодательство о государственных наградах Украины состоит из Конституции Украины, Закона Украины «О государственных наградах Украины» (№ 1549-III от 16.03.2000 г.; после внесения 23 изменений действует в редакции от 28.12.2015 г.) и Указов президента Украины, изданных в соответствии с настоящим Законом.
Полный перечень авторов дизайна государственных наград Украины приведены в статье «Авторы дизайна действующих наград Украины». Граждане, отмеченные орденами, премиями и почетными званиями, получают материальные преференции.

В частности, для работников бюджетных учреждений, празднование почетным званием «Народный» предусмотрена надбавка к заработной плате] в размере 40 % от должностного оклада, а почетным званием «Заслуженный» — в размере 20 %. Кроме того, Закон Украины «О пенсиях за особые заслуги перед Украиной» предусматривает ежемесячные надбавки к пенсиям отмеченным орденами и почетными званиями, а также государственными премиями Украины и бывших СССР, УССР в размере 20-40 % от прожиточного минимума для лиц, утративших трудоспособность.
Материальные преференции для награждённых медалями Украины и президентскими отличиями не предусмотрены.
Характерными чертами системы государственных наград Украины являются:
- Существование нескольких разновидностей государственных наград: звание Герой Украины (награждённым вручаются ордена 2 наименований), ордена, медали, огнестрельное оружие, государственные премии, почётные звания Украины, президентские отличия;
- Наличие большого количества орденов — 9 (а с орденами государства и «Золотая Звезда» — 11; со степенями — 23) при малом количестве медалей — 4 (со степенями — 6);
- Наличие ордена, которым могут награждаться только женщины (орден княгини Ольги);
- Возможность награждения государственными наградами Украины только физических лиц;
- Наличие именного огнестрельного оружия, имеет статус государственной награды;
- Наличие узкоспециализированных почетных званий («Мать-героиня», 4 — «Народных …» и 36 — «Заслуженных …»);
- Оригинальный, национально и исторически обоснован, вид металлической колодки, установленный для подавляющего большинства государственных наград Украины и ведомственных поощрительных отличий.

Указы президента Украины о награждении размещаются на сайте президента, но реестры награждённых отсутствуют в открытом доступе.
Отличия, которыми награждали президенты Украины или от имени президента Украины, являются действующими, но лишены чёткого юридического статуса.
К этой категории относятся исключительно юбилейные и памятные награды, которые вручались на Украине ветеранам Великой Отечественной войны — нагрудный знак «50 лет освобождения Украины» и медали, основанные Решением Совета глав государств — участников СНГ «50 лет Победы в Великой Отечественной войне 1941 1945 гг.», Жукова, «60 лет Победы в Великой Отечественной войне 1941—1945 гг.» и «65 лет Победы в Великой Отечественной войне 1941—1945 гг.».
Статуса государственной награды (или отличия президента) такие отличия не имеют, хотя удостоверение к памятному знаку и медалей содержит изображение печати и подписи президента Украины.

## Отличия Верховной Рады Украины
Почётная грамота и Грамота Верховной Рады Украины является отличиями Верховной Рады Украины за весомый вклад в любую сферу жизнедеятельности государства, выдающуюся общественно-политическую деятельность, заслуги перед украинским народом в содействии становлению и укреплению Украины как демократического, социального, правового государства, осуществлению мероприятий по обеспечение прав и свобод граждан, развития демократии, парламентаризма и гражданского согласия в обществе, активное участие в законотворческой деятельности.
Каждый год 300—400 граждан получают Почетные грамоты и 600—700 Грамоты Верховной Рады Украины. Вручаются они вместе с нагрудными знаками.
Подробнее: Грамота и Почетная грамота Верховной Рады Украины.

## Правительственная награда и поощрительные отличия Кабинета Министров Украины
Почетная грамота Кабинета Министров Украины является высшей Правительственной наградой, которой награждаются граждане Украины, иностранцы, трудовые коллективы предприятий, учреждений, организаций, объединения граждан по случаю государственных, профессиональных праздников, памятных и юбилейных дат за содействие в реализации государственной политики в экономической, научной, социально-культурной, военной, государственной, общественной и других сферах. В отличие от государственных наград, этой наградой могут отмечаться не только отдельные лица, но и трудовые коллективы предприятий, учреждений и организаций. Вручается Почетная грамота вместе с нагрудным знаком.
Подробнее: Почетная грамота Кабинета Министров Украины.
Поздравительное письмо и благодарность Премьер-министра Украины являются поощрительными отличиями, которые вводятся для приветствия, а также для объявления благодарности работникам и трудовым коллективам за значительные достижения в соответствующей отрасли или сфере деятельности, образцовое выполнение служебных обязанностей, связанных с реализацией государственной политики.

## Ведомственные награды
Ведомственные награды (далее — ВЗВ) устанавливаются с целью поощрения и награждения личных трудовых достижений в профессиональной, служебной деятельности, за безупречную службу и особые заслуги при исполнении служебных обязанностей работников центральных органов исполнительной власти, предприятий, учреждений, организаций, входящих к сфере их управления, военнослужащих и работников военных формирований, лиц рядового и начальствующего состава, работников государственных правоохранительных органов, а также других лиц.
Первая ведомственная награда Украины (знак Отличный пограничник) была внедрена Пограничной службой в 1992 году, но юридически ВЗВ были легализованы Указом президента Украины от 18 ноября 1996 № 1094/96, и Указом о Примерное положение от 13 февраля 1997 № 134/97. Они основываются руководителями центральных органов исполнительной власти, но, согласно Указу президента № 103/97 от 07.II.97 года, утверждаются только после экспертизы и согласования с Комиссией государственных наград и геральдики при президенте Украины.
На момент масштабной реформы системы ведомственных поощрительных отличий, проведённой в 2012 году, их общее количество достигало почти 400.
Наибольшее количество ведомственных поощрительных отличий была установлена в МВД Украины. (Энциклопедическое издание «Награды МВД Украины») Основным нормативно-правовым актом, который сейчас регламентирует систему ВЗВ является Указ президента Украины от 30.05.2012 г. № 365/2012 который, (после шестикратного внесения изменений) действует в редакции от 15.12.2015 г.
По мнению экспертов, художественный и технический уровень исполнения ведомственных поощрительных отличий соответствовал лучшим образцам мировой фалеристики.
По состоянию на настоящее время, в открытом доступе находятся действующие приказы об установлении ВЗВ, выданные более 50 центральными органами исполнительной власти Украины. Количество отличий существенно сократилась. Например Приказ № 38 от 18.01.2013 О ведомственных наградах Министерства внутренних дел Украины.

## Характерные особенности системы ведомственных поощрительных отличий Украины
- Регламентирование размеров и формы знаков, медалей, колодок и планок (для всех ведомств, за исключением Министерства обороны)
- Регламентирование максимального количества ВЗВ: 3 нагрудные знаки, 4 медали, 3 грамоты (для всех ведомств, за исключением Министерства энергетики и угольной промышленности и Министерства обороны)
- Установление максимального количества ВЗВ, которые может носить человек;
- Запрет разделения нагрудных знаков на степени (для всех ведомств, за исключением Министерства энергетики и угольной промышленности)
- Запрет использовать драгоценные металлы и стразы при изготовлении нагрудных знаков и медалей
- Установление предельной общего количества ВЗВ, которыми могут быть отмечены сотрудники (военнослужащие) каждого ведомства в течение календарного года
- Для подавляющего большинства министерств и центральных органов исполнительной власти существует ограничение круга кандидатов на награждение нагрудными знаками только сотрудниками центральных органов исполнительной власти, правоохранительных органов и военнослужащих. Таким образом сложилась ситуация, при которой Министерство здравоохранения не может наградить нагрудным знаком практикующего врача — высшей наградой для него может стать только Почётная грамота. Исключения указанные в абзаце 6 пункта 2 «Положения о ведомственных наградах» Указа президента Украины от 30.V.2012 г. № 365/2012.

Кроме отличий, отнесённых к категории «ведомственных поощрительных», в Вооружённых силах Украины установлены три дополнительных уровня ведомственных знаков отличия — почетные и памятные нагрудные знаки начальника Генерального штаба — Главнокомандующего ВСУ, почетные нагрудные знаки командующих видов ВСУ, нагрудные знаки воинской доблести.
Отличия командующих видов ВСУ имеют вид не только знаков или медалей — так, в частности, в 1998 г. Командующим Воздушных Сил ВСУ были установлены отличия в виде колец Архивная копия от 8 апреля 2016 на Wayback Machine, которые изготавливались из серебра.
Одна из самых интересных разновидностей ведомственных знаков отличия — медали «За преданную службу», установленные в 2010 г. Администрацией Государственной пограничной службы для служебных собак. Награждение такими отличиями осуществляется и посмертно. Фактически, это единственные награды для животных, установленные приказами руководителей центральных органов исполнительной власти Украины. Реестры награждённых ведомственными отличиями, как правило, отсутствуют в открытом доступе. Очевидно, вопрос регламентации ведомственных поощрительных отличий требует упорядочения.

## Отличия органов местного самоуправления и местных органов исполнительной власти
Поскольку ст. 22 закона Украины «О местном самоуправлении на Украине» предусматривает возможность внедрения различных символов территориальных общин, среди которых есть и отличия органов местного самоуправления, вопросы установления отличий регионального и муниципального уровня стало делом времени. Прямого разрешения на использование собственных отличий закон не содержит, но отсутствие запрета побуждает органы местного самоуправления к основанию собственных отличий.
В течение последних десятилетий все области, областные центры, города со специальным статусом — Киев и Севастополь, значительная часть районов, городов, поселков городского типа и сел — установили собственные отличия регионального и муниципального уровня. Информацию о них систематизированы в рамках проекта «История символики и традиций городов и сел Украины».
Характерной особенностью самоуправляющихся отличий является то, что часть из них основана и присуждается решением коллегиального органа (исполкома или сессии совета соответствующего уровня), часть — совместными решениями местного органа исполнительной власти и органа местного самоуправления, остальные — решением руководителя территориальной общины. Поскольку отличия органов местного самоуправления не регламентированы ни одним общегосударственным нормативным правовым актом, их дизайн может различаться.
Примером структурированной системы самоуправляющихся отличий может служить система отличий городского уровня города Винницы. Наиболее распространёнными отличиями органов местного самоуправления можно считать звание «Почетный гражданин …» соответствующего административно-территориального образования, а также грамоты (почетные грамоты, благодарности). Реестры награждённых знаками отличия органов местного самоуправления, как правило, отсутствуют в открытом доступе.

## Награды общественных организаций
Общественные организации, зарегистрированные на Украине, имеют собственную символику и знаки отличия, право на которые им предоставлено Законом Украины «Об объединении граждан» и Законом «Об общественных объединениях» в соответствии с собственными Уставами (например, «ВОО» Афганцы Чернобыля ").Недостатки государственной и ведомственной наградной политики на Украине, на фоне подъёма общественного сознания во время и после Революции Достоинства в 2013—2014 годах, обусловили потребность в новых негосударственных, а общественных наградах. На середину 2017 года на Украине были известны несколько сотен наград общественных организаций. Например:
- Орден «Народный Герой Украины» — украинская негосударственная награда, основанная в 2015 году. По официальной статистике, к началу августа 2017 года этим орденом награждено 337 человек.
- Награды Фонда ветеранов военной разведки. Приказом по Фонду утверждены семь наград.
- Награды Союза офицеров Украины, всеукраинской гражданской организации. Утверждены четыре награды.
- Награда Всеукраинской организации Просвита — медаль «Строитель Украины».
- Орден «За спасение жизни» имени академика Леонида Ковальчука, основанный благотворительным фондом «Верую» в 2016 году.

## Статус наград бывшего СССР на Украине
Награды бывшего СССР на Украине разрешено носить по желанию награждённого — после государственных наград Украины. В отдельных случаях награждённые знаками отличия бывшего СССР имеют преимущество перед награждёнными аналогичными наградами независимой Украины. Так, в частности, награждённые грамотами и Почётными грамотами Президиума Верховного Совета Украинской ССР согласно Закону Украины «О пенсиях за особые заслуги» № 1767-III от 01.06.2000, в отличие от награждённых грамотами и Почётными грамотами Верховной Рады Украины, имеют право на пенсию в соответствии с существующим законодательством.
Закон Украины «Об осуждении коммунистического и национал-социалистического (нацистского) тоталитарных режимов на Украине и запрет пропаганды их символики» № 317-VIII не запрещает ношения наград бывшего СССР, несмотря на присутствие в них советской или нацистской символики (пункт 7, часть 3, статья 4 упомянутого Закона).

## Статус иностранных наград на Украине
В соответствии со ст. 5 Закона «О государственных наградах Украины», граждане Украины могут быть удостоены наград иностранных государств. Ведомственные нормативно-правовые акты могут устанавливать запрет на ношение наград иностранных государств, если гражданин Украины не был награждён государственными или ведомственными наградами собственного государства.